# Tierras de León (comarca agraria)

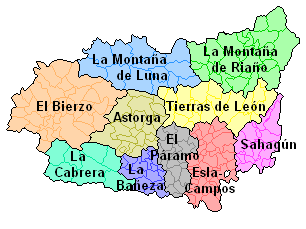
Ubicación de Tierras de León en la provincia

Tierras de León es una comarca agraria española situada al este de la provincia de León.

## Características geográficas

### Descripción y superficie
Se localiza al este de la provincia, entre el Páramo leonés y la vertiente sur de la cordillera Cantábrica. Presenta un relieve colinado, cuya altitud oscila entre los 856 y los 1155 metros. Los ríos discurren en dirección norte-sur, desde las estribaciones meridionales de la Cordillera, y entre ellos destacan el Esla, Bernesga, Torío, Porma, Curueño y Cea. Su territorio abarca, según datos de 2007, una superficie de 175 254 ha. e incluye 21 municipios, de los cuales los más extensos son Gradefes (205,86 km²), Valdepolo (142,54 km²) y Almanza (141,99 km²).
| Municipio           | Superficie (km²) | Municipio                   | Superficie (km²) |
| ------------------- | ---------------- | --------------------------- | ---------------- |
| Almanza             | 141,99           | San Andrés del Rabanedo     | 64,84            |
| Cebanico            | 89,75            | Santa Colomba de Curueño    | 91,95            |
| Cimanes del Tejar   | 73,94            | Santa María de Ordás        | 45,58            |
| Cuadros             | 109,7            | Santovenia de la Valdoncina | 30,37            |
| Cubillas de Rueda   | 86,82            | Sariegos                    | 36,35            |
| Garrafe de Torío    | 125,27           | Valdefresno                 | 102,54           |
| Gradefes            | 205,86           | Valdepolo                   | 142,54           |
| León                | 39,03            | Valverde de la Virgen       | 63,63            |
| Prado de la Guzpeña | 22,94            | Vegas del Condado           | 122,9            |
| Rioseco de Tapia    | 72,19            |                             |                  |

### Geología y edafología
Geológicamente, su territorio se compone principalmente de rañas, arcillas arenosas, arcillas, areniscas y margas del Neógeno, rañas, materiales aluviales y diluviales del Cuaternario, y pizarras del Precámbrico. Entre los suelos más representativos están xerorthent (34 % de la superficie), xerochrept (23 %), xerumbrept (22 %) y haploxeralf (21 %). El primero se caracteriza por ser básico aunque alguno es ácido, con poco contenido en materia orgánica, profundo y de textura franca o arcillosa. El segundo es un suelo profundo (100-150 cm), con bajo contenido en materia orgánica, pH ligeramente ácido y textura franco-arenosa. El tercero es un suelo profundo, rico en materia orgánica, algo ácido y de textura franco-arcillosa. Por último, el haploxeralf es un suelo profundo (100-150 cm), ph ligeramente neutro, con poca materia orgánica y textura franco-arcillosa-arenosa.

### Clima
Según la clasificación agroclimática de Papadakis, su territorio posee dos tipos climáticos, uno Mediterráneo templado en su tercio meridional y otro Mediterráneo templado fresco en el resto. El periodo frío o de heladas, meses en los que la temperatura media de las mínimas es inferior a 7 °C, se extiende entre ocho y nueve meses —excepto en Cuadros, Rioseco de Tapia y Santa María de Ordás, en el extremo noroeste, donde asciende a diez meses— mientras que el periodo cálido, con temperatura media máxima superior a 30 grados, varía entre 0 y 1 mes. El periodo seco o árido es de tres meses, excepto en el extremo noroeste donde es de dos meses.

## Características agrarias
El terreno forestal ocupa casi la mitad de su superficie (48,8 %); de él, un 41 % es bosque de frondosas, un 14 % bosque de coníferas, un 11 % bosque mixto, un 14 % matorral boscoso de transición, un 18 % matorrales de vegetación esclerófila y un 2 % landas y matorrales de vegetación mesófila. Por su parte, los prados y pastos pueden estar asociados a tierras de cultivo; estas abarcan el 19,6 % de la superficie y se destinan principalmente al cultivo de cereales (avena, maíz, trigo, centeno y cebada), veza, praderas polífitas, altramúz y alfalfa. El municipio con más superficie de cultivo es Valdepolo, con 9114 ha.
| Distribución de tierras (2004)       | Superficie (ha)            | Superficie (ha) | Superficie (ha) |
| Distribución de tierras (2004)       | Secano \| Regadío \| Total |                 |                 |
| Cultivos herbáceos                   |                            |                 |                 |
| Maíz                                 | 0                          | 3826            | 3826            |
| Cebada                               | 1531                       | 613             | 2144            |
| Trigo                                | 2220                       | 585             | 2805            |
| Avena                                | 3334                       | 555             | 3889            |
| Centeno                              | 2594                       | 62              | 2656            |
| Alfalfa                              | 201                        | 440             | 641             |
| Praderas polífitas                   | 410                        | 711             | 1121            |
| Altramuz                             | 628                        | 140             | 768             |
| Veza                                 | 1349                       | 201             | 1550            |
| Otros                                | 844                        | 600             | 1444            |
| Cultivos leñosos                     |                            |                 |                 |
| Viñedo no asociado                   | 857                        | 0               | 857             |
| Otros                                | 1                          | 49              | 50              |
| Barbecho y otras tierras no ocupadas | 11 564                     | 983             | 12 547          |
| Tierras de cultivo                   | 25 533                     | 8765            | 34 298          |
| Prados naturales                     | 6828                       | 4393            | 11 221          |
| Pastizales                           | 23 664                     | 0               | 23 664          |
| Prados y pastos                      | 30 492                     | 4393            | 34 885          |
| Monte maderable                      | 44 487                     | 977             | 45 464          |
| Monte abierto                        | 23 332                     |                 | 23 332          |
| Monte leñoso                         | 16 689                     |                 | 16 689          |
| Terreno forestal                     | 84 508                     | 977             | 85 485          |
| Erial a pastos                       | 4725                       |                 | 4725            |
| Terreno improductivo                 | 4414                       |                 | 4414            |
| Superficie no agrícola               | 9653                       |                 | 9653            |
| Ríos y lagos                         | 1732                       |                 | 1732            |
| Otras superficies                    | 20 524                     |                 | 20 524          |
| Superficie total                     | 161 057                    | 14 135          | 175 192         |